# Gabrijel Cvitan
Gabrijel Cvitan (Zaton kraj Šibenika, 11. prosinca 1904. - kraj Bleiburga, svibanj 1945.), hrvatski književnik.

## Životopis
Rodio se u Zatonu kod Šibenika, 11. prosinca 1904. Radio je u dalmatinskim mjestima kao učitelj te od 1940. kao školski nadzornik u Splitu i u Omišu od 1941. Za vrijeme 2. svjetskog rata radio je kao školski izvjestitelj Ministarstva nastave u Zagrebu. Uređivao je list za mladež Smilje, Hrvatska prosvjeta, Seljački dom, Katolik, Mali rodoljub i dr. Nakon pada NDH povlači se u Austriju, gdje je i ubijen. 
Bavio se književnošću, a pisao je pjesme i pripovijetke, uglavnom za mladež. Objavio je zbirke "Glas zemlje" (1937.) i "Pjevači zemlje" (1944., s B. Klarićem), u kojima prevladavaju socijalna i rodoljubna tematika.